# Jeffree Star
Jeffree Star (Condado de Los Angeles, 15 de novembro de 1985) é um maquiador, empreendedor, cantor, compositor, DJ, modelo e celebridade da Internet americano. Ele é o fundador e proprietário da Jeffree Star Cosmetics.
Ele costumava usar o MySpace para promover sua carreira musical. Em 2009, Star lançou seu primeiro e único álbum de estúdio, Beauty Killer, que incluiu músicas como "Lollipop Luxury", com Nicki Minaj. Ele embarcou em várias turnês mundiais para promover sua música. Em 2010, ele assinou contrato com a gravadora Konvict Muzik—cujo fundador Akon descreveu Star como "a próxima Lady Gaga". No entanto, Star abandonou abruptamente a indústria da música em 2013 devido a problemas legais que a Akon estava enfrentando entre 2007 e 2010.
Em novembro de 2014, ele fundou a empresa Jeffree Star Cosmetics, que ele promoveu em seu canal no YouTube. Em 2018, Star ganhou US$ 18 milhões apenas com seus esforços no YouTube, de acordo com a Forbes. Isso foi suficiente para torná-lo a quinta celebridade mais bem pago do YouTube em dezembro de 2018.

## Biografia
Jeffrey Lynn Steininger Jr. nasceu dia 15 de novembro de 1985 em Orange County, Califórnia. Seu pai, Philip Brian Steininger, morreu quando tinha 6 anos de idade, ele foi criado por sua mãe alcoólatra, Laurie Steininger, que era grande modelo na época. Quando criança, regularmente começou a experimentar a maquiagem de sua mãe, quando começou a sentir um interesse obsessivo e compulsivo por maquiagem, e a convenceu a deixá-lo usar maquiagem para a escola quando estava no colegial.
Em 2000, aos 15 anos, Jeffree tornou-se um maquiador. Durante essa época, ele usava maquiagem, tingiu o cabelo com cores neon e começou a se travestir que por sua vez levou a receber grandes quantidades de atenção e popularidade de ambos os colegas e estranhos. Jeffree lembra de como insistia para sua mãe comprar roupas femininas para ele. Após a sua graduação na escola secundária, Jeffree se mudou para Los Angeles e começou a trabalhar com maquiagem, modelagem e trabalhos de música.
Nos finais de semana ele usava uma identidade falsa para ver desfiles e entrar em clubes de Hollywood, vestido com mini-vestidos e saltos altos 18 centímetros, quando celebridades o contrataram para fazer suas maquiagens ou contratação como modelo e conseguiu assim sua carreira como manequim.

## Carreira

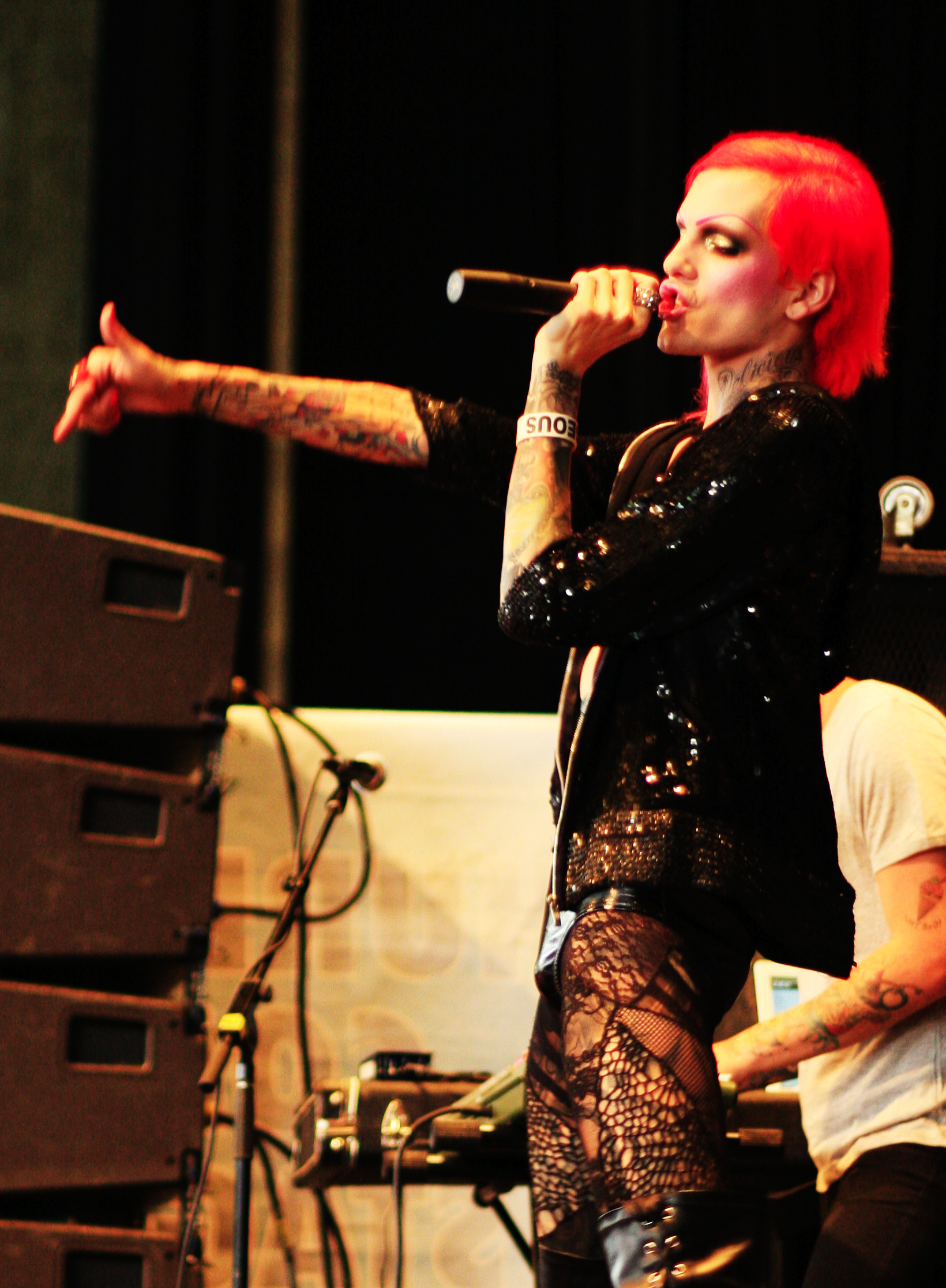
Jeffree na turnê para o Reino Unido em novembro de 2009

Jeffree Star utilizava o popular site de redes sociais MySpace para promover tanto a sua música, bem como a carreira de designer de moda. Ele também utilizava o MySpace para blogar sobre sua vida ao fazer o comentário social em "auto-imagem e confiança", fama, beleza e vida. Jeffree Star tinha construído uma base de fãs em vários sites, mas convenceu muitos a se juntar a ele no MySpace, dando o seu perfil no MySpace um grande número de "amigos" desde o início. Suas sessões de fotos do MySpace que frequentemente obtinham mais de 50.000 comentários quando postados, e em novembro de 2006, ele foi reconhecido como personalidade do MySpace perfil mais conectado. Jeffree também ganhou fama como um dos mais populares artistas não assinados com os rankings diários colocando-o na camada superior no MySpace.
Em 28 de março de 2007, o reality Project Runway do modelo Jeffrey Sebelia, desfila Jeffree Star na primeira fila, onde ele revelou detalhes de Buzznet.com "Rainha Precisa de um Concurso de Princesa" que teve "um dia de femme-licious divertido com Star" como o grande prêmio. A rede social, site de música, notícias, é especializada em novas mídias (integrado photoblog e capacidades videoblog), que Jeffree aproveitou para encaixar a sua modelagem e interesses musicais. Sua influência na rede social Buzznet e seu sucesso em linha crescente base de fãs foi observado no financiamento Buzznet de seis milhões em maio de 2007. Jeffree Star regularmente fazia uploads de vídeo-blog, incluindo segmentos de críticas musicais, relatórios de eventos, bem como postagem de notícias sobre a sua libertação música futuros.
Sua carreira musical como vocalista pop electronica começou quando ele fez amizade com o baterista da cantora Peaches que o encorajou a fazer música. Jeffree foi, então, pediu para Deuce de Hollywood Undead para fazer rap em sua canção "Turn off the Lights" para seu álbum de estréia. No entanto, a música não faz parte do álbum. Deuce foi expulso do Hollywood Undead e produziu uma mixtape ("Break Them Wallz") com Jeffree e outra canção intitulada "Freaky Now" (ao lado de amigo verdadeiro), em que partes do rap de Jeffree são extremamente explícitas.
Suas duas primeiras faixas solo "We Want Cunt", nomeado em homenagem ao seu antigo apelido "Cunt: Queen of the beautifuls", e "Straight Boys" foram co-escritas com Hole e uma vez com o baterista do Motley Crue, Samantha Maloney e a cantora Jessicka Scarling. Jeffree Star pediu ao co-fundador do MySpace, Tom para converter seu perfil MySpace em uma página de música para que ele pudesse mostrar seu trabalho. Em 13 de março de 2007, Jeffree lançou seu primeiro EP Plastic Surgery Slumber Party, que foi produzido pela Ultraviolet Sound. O recorde superou em número um nas paradas do iTunes Popular de dança e ficou "consistentemente no topo das paradas do iTunes dança em # 1, pairando em cima de nomes conhecidos, como Justin Timberlake e Cascata". Separadamente, a página de Jeffree no MySpace tem 25 milhões de reproduções do EP Plastic Surgery Slumber Party desde julho de 2007.
Durante o verão de 2007, Jeffree foi anunciado como uma parte da True Colors Tour 2007, que percorreu 15 cidades nos Estados Unidos e Canadá. A turnê, patrocinada pelo canal LGBT Logo, começou em 8 de junho de 2007 para coincidir com o Mês do Orgulho. Os lucros da turnê beneficaram a Campanha de Direitos Humanos, bem como PFLAG e The Matthew Shepard Foundation. Apesar de ter sido anunciado como um convidado especial para realizar em várias datas na Costa Oeste, Jeffree não apareceu. A canção "Plastic Surgery Slumber Party" apareceu no lançamento Tommy Boy Records em agosto de 2007,  liberado por Cyndi Lauper na "True Colors Tour". Com dez faixas de 10 dos artistas, a compilação beneficia a Human Rights Campaign, uma organização que luta pelos direitos civis das pessoas LGBT.

### 2008: Cupcakes Taste Like Violence
Antes do lançamento de seu segundo EP, Jeffree Star lançou seu primeiro single "Heart Surgery Isn't That Bad..." no Dia dos Namorados de 2008, seguido por seu b-side, "I Hate Music", em 17 de abril, 2008. Jeffree mais tarde gravou e lançou "Starstruck" com  Danger Radio - seu primeiro single disponível para download gratuito como um "obrigado" para os fãs. Trace Cyrus e Mason Musso do Metro Station originalmente gravaram os vocais para a canção, no entanto, devido a uma briga entre a banda e Jeffree, eles foram finalmente substituídos por Andrew de Torres de Danger Radio.
O EP Cupcakes Taste Like Violence, foi lançado em 9 de dezembro de 2008. Este é seu primeiro EP a estar disponível como um CD, assim como download digital. Foi um record de estréia, lançado pela Popsicle Records através do Grupo Warner Music.  Jeffree disse:  "[O EP] Lembra mim mesmo. Eu posso ter olhar um doce, mas eu sou realmente assustador e violento por dentro". Cupcakes Taste Like Violence atingiu um pico de número seis na Billboard Top Electronic Albums e número oito na Heatseekers Top Billboard. "Lollipop Luxury" foi o primeiro single do EP, lançado em 18 de novembro de 2008.

### 2009: Beauty Killer
Foi anunciado que a gravação de seu primeiro álbum de estúdio no final de 2007. Jeffree afirmou que as novas músicas "são mais sexy, algumas são mais ainda. Ainda estou encontrando o que "Jeffree Star" realmente é. E eu acho que estou quase lá..." O primeiro single do álbum foi lançado em 21 de abril de 2009, Jeffree Star lançou um cover de "Boom Boom Pow" do Black Eyed Peas, que foi disponibilizado para download gratuito. A versão Radio Morgan Page Mix de "Prisoner"  foi disponibilizada para download gratuito em 18 de dezembro de 2009. Ele trabalhou com produtores como Lester Mendez, Nathaniel Motte do 3OH!3, God's Paparazzi e muito mais. Jeffree participou da Vans Warped Tour 2009 para promover algumas das músicas de seu álbum.
O álbum de estúdio, Beauty Killer, foi lançado em 22 de setembro de 2009. O primeiro single do álbum, "Prisoner", foi lançado para download digital em 2 de maio de 2009. O single recebeu dois milhões de execuções no MySpace no final de sua segunda semana disponível para stream. "Love Rhymes With Fuck You" foi o segundo single do álbum, como "Prisoner", também foi lançado para download digital em 30 de junho de 2009. O álbum estreou no número 122 na Billboard 200 dos EUA. Ele também estreou em #7 no Billboard Dance Chart EUA Top Albums / Eletrônica e caiu para #12 em sua segunda semana. Um vídeo da música "Get Away With Murder" foi filmado em 7 de novembro de 2009. O vídeo estreou na primeiramente na página de Jeffree no MySpace em 23 de janeiro de 2010.

### 2012: Virginity
No dia 27 de outubro de 2011, Jeffree anunciou que lançaria um EP novo, antes de lançar seu segundo álbum de estúdio. Jeffre disse pelo Twitter: "No estúdio com Akon, escolhendo algumas músicas para o meu novo EP. Vocês estão prontos? Data de lançamento e título em breve. Acabei de escolher a foto para a capa e eu pareço um boneco plástico do Ken com um cabelo de Elvis Presley pingando em vaidade". Em 05 de janeiro de 2012, Jeffree divulgou a capa do EP Virginity e também afirmou que o mesmo seria vendido apenas digitalmente (pelo iTunes e outras lojas online) e que o EP teria 6 ou 7 faixas, incluindo "Prom Night", produzida por Akon.  A data de lançamento do EP, até então, era 12 de fevereiro de 2012, dia dos namorados nos Estados Unidos. Em 15 de janeiro de 2012, Jeffree divulgou a lista de faixas do EP em seu site. Virginity tinha 7 faixas, que eram: Happy Birthday, Blow Me, Best. Night. Ever., Catwalk, Legs Up, Prom Night e Clothes Come Off. No dia 30 de janeiro de 2012, Jeffree Star se pronunciou sobre o adiamento do lançamento do EP Virginity: “Tenho certeza que todos vão querer me matar, mas “Virginity” terá de ser lançado algumas semanas depois do previsto para que tudo fique certo. É a melhor decisão, irei negociar alguns shows e uma tonelada de imprensa que não poderíamos organizar até então… MAS o vídeo clipe de "Prom Night" será lançado para compensar o atraso. Sejam pacientes, divas, eu amo vocês!"
O clipe de Prom Night foi gravado na semana de 2 de fevereiro e Jeffree mostrou com exclusividade os bastidores da gravação do clipe para o MySpace. Jeffree também disse ao Front Row Live Entertainment: "O clipe não é o que vocês estão esperando, tentei ser um garoto desta vez".
No dia 11 de março, Star divulgou a música "Blow Me", que faria também parte de Virginity, na época, ainda sem data de lançamento definida.
Em 11 de maio, Star disponibiliza o clipe de "Prom Night" em sua conta pessoal no YouTube, após a tag "PROMNIGHTVIDEO" entrar para os Trending Topics do Twitter. 11 dias após o clipe de "Prom Night" ter sido disponibilizado no canal de Jeffree, o vídeo foi disponibilizado também em sua conta no VEVO.
Porém, após gravar o lyric video de "Blow Me" na festa de lançamento do video de "Prom Night", Jeffree decide cancelar o EP Virginity. Jeffree também se manifestou sobre isso: "Os meus fãs merecem um álbum", justificou. E também pediu desculpas aos fãs, pelo cancelamento do EP, dizendo: "Eu amo meus fãs até a morte. Apenas saibam que eu passei por muitas coisas neste último ano, e agora tudo virá de uma vez! Não fiquem bravos". “Vocês esperaram tanto por isso, então sejam um pouco mais pacientes. Novas canções e vídeos estão sendo trabalhados no momento!” finalizou Jeffree.
2014: Jeffree Star Cosmetics
Em 2014, Star fundou sua marca de maquiagem online, a Jeffree Star Cosmetics, usando suas últimas economias na vida. Ele começou a fazer vídeos promovendo a marca no YouTube, onde posteriormente se tornou um popular YouTuber e acumulou mais de 11 milhões de inscritos até o momento e 1 bilhão de visualizações, a partir de 2018. Além disso, em poucos anos se tornou milionário. Seu primeiro lançamento de cosméticos foi uma coleção de batons líquidos aveludados. A primeira loja física da Jeffree Star Cosmetics foi inaugurada no Westfield Garden State Plaza em Paramus, Nova Jersey, em 11 de agosto de 2018.

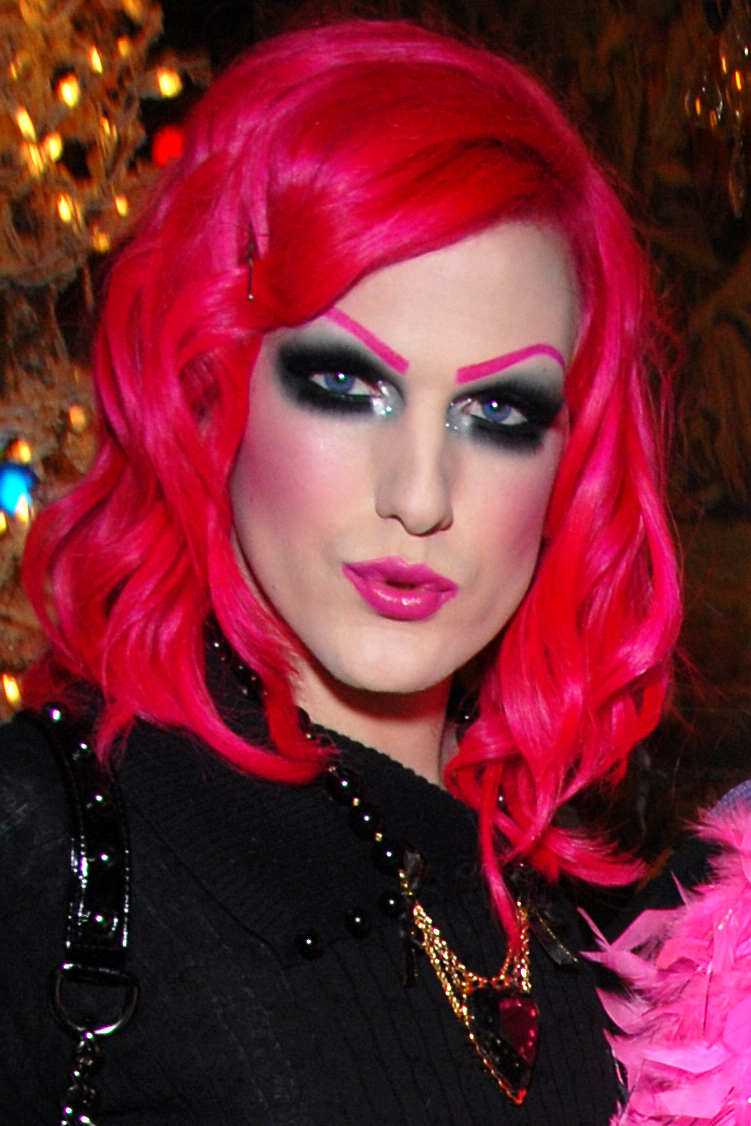
Jeffree Star em 2007 com sua maquiagem clássica composta pela sua marca registrada: Sobrancelhas artificiais e Blush acentuado

## Discografia
EP
- Plastic Surgery Slumber Party - (13 de março, 2007)
- Cupcakes Taste Like Violence (9 de dezembro, 2008)

Álbuns de Estúdio
- Beauty Killer - (22 de Setembro, 2009)

## Videografia
Jeffree Star tem aparecido em vários vídeos musicais incluindo o da banda Good Charlotte "The River" e no vídeo do Aiden, "One Love". O mais recente é no clipe "Take it off" da Ke$ha, e logo depois "I'm Not A Vampire", da banda Falling in Reverse.
No dia 23 de janeiro de 2010, foi lançado oficialmente, na sua página na rede myspace o seu primeiro clipe "Get Away With Murder". Certas críticas dizem que no videoclipe Jeffree Star parece está imitando Lady Gaga, Jeffree Star desmentiu a crítica e afirmou ter se inspirado na cantora Cher.

### Televisão
| Ano  | Título         | Papel   | Notas                                                             |
| ---- | -------------- | ------- | ----------------------------------------------------------------- |
| 2007 | Video on Trial | Próprio | Guest judge (episódio 20, temporada 2)                            |
| 2007 | LA Ink         | Próprio | "Kat's in Love" (episódio 10, temporada 1)                        |
| 2011 | LA Ink         | Próprio | "Nothing Is Forever, Not Even Tattoos" (episódio 21, temporada 4) |

## Curiosidades

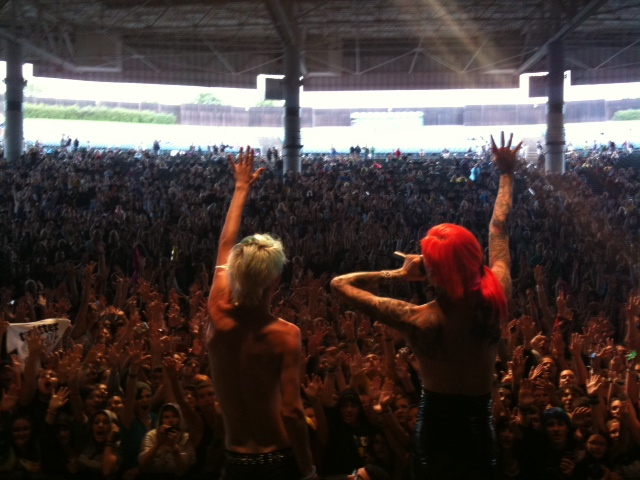
Fãs de Jeffree Star em um de seus shows

Jeffree Star foi referido em uma lista de celebridades incluindo Kelly Osbourne, Nicole Richie, Paris Hilton, Davey Havok e Jessicka da banda Scarling.
Jeffree Star ganhou um culto da publicação de fotografias escandalosas na Internet e mais tarde no MySpace, começou a ganhar presentes caros incluindo câmeras.
Em 1 de agosto de 2006, Los Angeles' s GLBT revista Frontiers com Jeffree Star em sua capa. Em 17 de novembro de 2006, Jeffree Star foi convidado ao "America's Next Top Model". Em 16 de março de 2007, Star foi um dos modelos apresentados para Boxeight da produção de designer Jared Flamboyant's Gold, considerado como "o selvagem na frente de todos da Fashion Week."
Em 2010, Jeffree Star é convidado para participar em "Take It Off" da cantora Ke$ha, segunda versão do video em que a cantora convida os seus amigos e assim o video fica descrito como "Take It Off; K$ n' Friend's", além de fazer inúmeras aparições no seriado americano de tv "Los Angeles Ink", por ter contato e grande amizade com a protagonista tatuadora Kat Von D.